# 六脈神劍
六脈神劍是香港武俠小說家金庸小說世界中最絕頂的至高無上武功，被譽為金庸小說最為厲害的武功，具有「天下無敵」的地位，是出現在《天龍八部》大理段氏的武功。
六脈以大理段氏「一阳指」为根基，指法需达到“四品”境界，方可入门。由于修炼此功條件非常苛刻，需要極強大内力基撐，因此想要大成實際上不可能只達一陽指“四品”境界，可見普通高手想練全幾乎無可能，故本因大师有云：“依这六脉神剑的本意，该是一人同使六脉剑气，但当此末世，武学衰微，已无人能修聚到如此强劲浑厚的内力，咱们只好六人分使六脉剑气。”連天龙寺的高手枯荣、本因、本观、本参、本相、本尘（段正明）六人也只能勉強各自仅习一脉，但已皆屬當世絕頂武學高手，因而武功幾百年外修習大成者寥寥無幾，除了創始人外，只有修練了逍遙派絕學「北冥神功」的段譽，以二百多年的內力支撐才勉強把六脈神劍的六脈全部練成（由於段譽自幼抗拒武功，故沒有武學基礎，加上「北冥神功」也只是誤打誤撞練成，故不懂運氣法門，不能隨心運使六脈神劍，只能在危急時運出）。
六脈神劍和《易筋經》並稱為天下兩大奇門神功，使用這兩套武功本身需有強大的內力支撐，故修習大成者基本上便能天下無敵。此门剑法堪稱大理段氏乃至整個武林最具杀伤力之無上神功，在武林人士眼中六脈神劍猶如神話，引來無數中原武林高手爭奪和覬覦，如逍遙派的無崖子與李秋水夫婦、姑蘇慕容氏的慕容博與慕容復父子三番四次欲得到此劍譜，但亦無功而還，吐蕃國師鳩摩智甚至為得此劍譜不惜多次追殺段譽，可見六脈神劍的威力。
段誉曾于少林寺少室山下、曼陀山庄，两度凭借“六脉神剑”挫败慕容复，为慕容博称赞为“天下第一剑”，又以此劍法迫退吐蕃高手鳩摩智，亦以此功與酒量驚人的喬峰鬥酒勝出。六脈神劍名義上是劍法，實質並非使用真劍對敵，亦非純粹的指法僅僅是與劍法類似的方式出招。在一陽指的基礎上，凌空激射出十指之中六條經脈所藴含的內力，與隔空點穴不同的是，六脈神劍可以達到直接殺傷穿刺的效果，威力更加強大。故此常使段譽於危难中力败强敌（包括西夏一品堂武士、鳩摩智，慕容复等人），連武功蓋世的喬峰不得不忌憚三分。。

## 簡介
“六脉神剑，并非真剑，乃是以一阳指的指力化作剑气，有质无形，可称无形气剑。”六脉神剑威力卓著，堪称首屈一指的绝学。此功一旦練成，手指所發真氣便有如一柄無形氣劍，無論橫掃或虛指，均可傷敵；劍氣有質無形，出劍時急如電閃，迅猛絕倫，可交叉運用，以氣走劍殺人於無形，異常神奇，堪稱劍中無匹，号为無形氣劍。
它為大理段氏天龍寺鎮寺之寶，不傳段氏俗家子弟，只有天龍寺僧人，方有修炼资格。六脈神劍源自於人體中十二經脈中的六脈—手太陰肺經、手陽明大腸經、手少陰心經、手少陽三焦經、手厥陰心包經、手太陽小腸經。

## 六脈運行
- 拇指（雙手）─少商劍〈特點：劍路雄勁，頗有石破天驚，風雨大至之勢〉：
中府→天府→尺澤→孔最→列缺→經渠→太淵→魚際→少商，屬於「手太陰肺經」。

- 食指（雙手）─商陽劍〈特點：巧妙靈活，難以捉摸〉：
迎香→扶突→天鼎→肩髃→曲池→手三里→陽溪→合谷→商陽，屬於「手陽明大腸經」。

- 中指（雙手）─中衝劍〈特點：大開大闔，氣勢雄邁〉：
天池→天泉→曲澤→郄門→間使→大凌→勞宮→中衝，屬於「手厥陰心包經」。

- 無名指（雙手）─關衝劍〈特點：以拙滯古樸取勝〉：
絲竹空→耳門→翳風→肩髎→天井→支溝→外關→陽池→中渚→液門→關衝，屬於「手少陽三焦經」。

- 小指（右手）─少衝劍〈特點：輕靈迅速〉：
極泉→青靈→少海→靈道→通里→陰郩→神門→少府→少衝，屬於「手少陰心經」。

- 小指（左手）─少澤劍〈特點：忽來忽去，變化精微〉：
聽宮→顴髎→天容→天窗→肩中俞→秉風→天宗→臑俞→小海→支正→ 養老 →腕骨→后谿→少澤，屬於「手太陽小腸經」。

## 六脈神劍經
大理天龍寺的鎮寺之寶，大理段氏之至高無上武功。
故老相傳，其與易筋經為武林兩大不世瑰寶，經上記載六脈神劍的修練方法，總共有六張圖譜，每幅圖上的劍氣圖都是縱橫交叉的直線、圓圈和弧形。
由於六脈神劍不傳段氏俗家子弟，所以連段正淳等人也不知曉《六脈神劍經》藏於天龍寺。
在吐蕃國師鳩摩智強行取經的事件中，枯榮為了不讓經書落入外人手中，以「一陽指」內力將圖譜焚毀。
由於枯榮、本因、本觀、本相、本參及本塵（段正明）六人各學得一路劍法，段譽也將六式劍招全都記住，讓六脈神劍不致失傳。